# Xerochlora hyperalla
Xerochlora hyperalla là một loài bướm đêm trong họ Geometridae.